# ニューヨーク市の公園一覧
これは、ニューヨーク市の公園の一覧である。

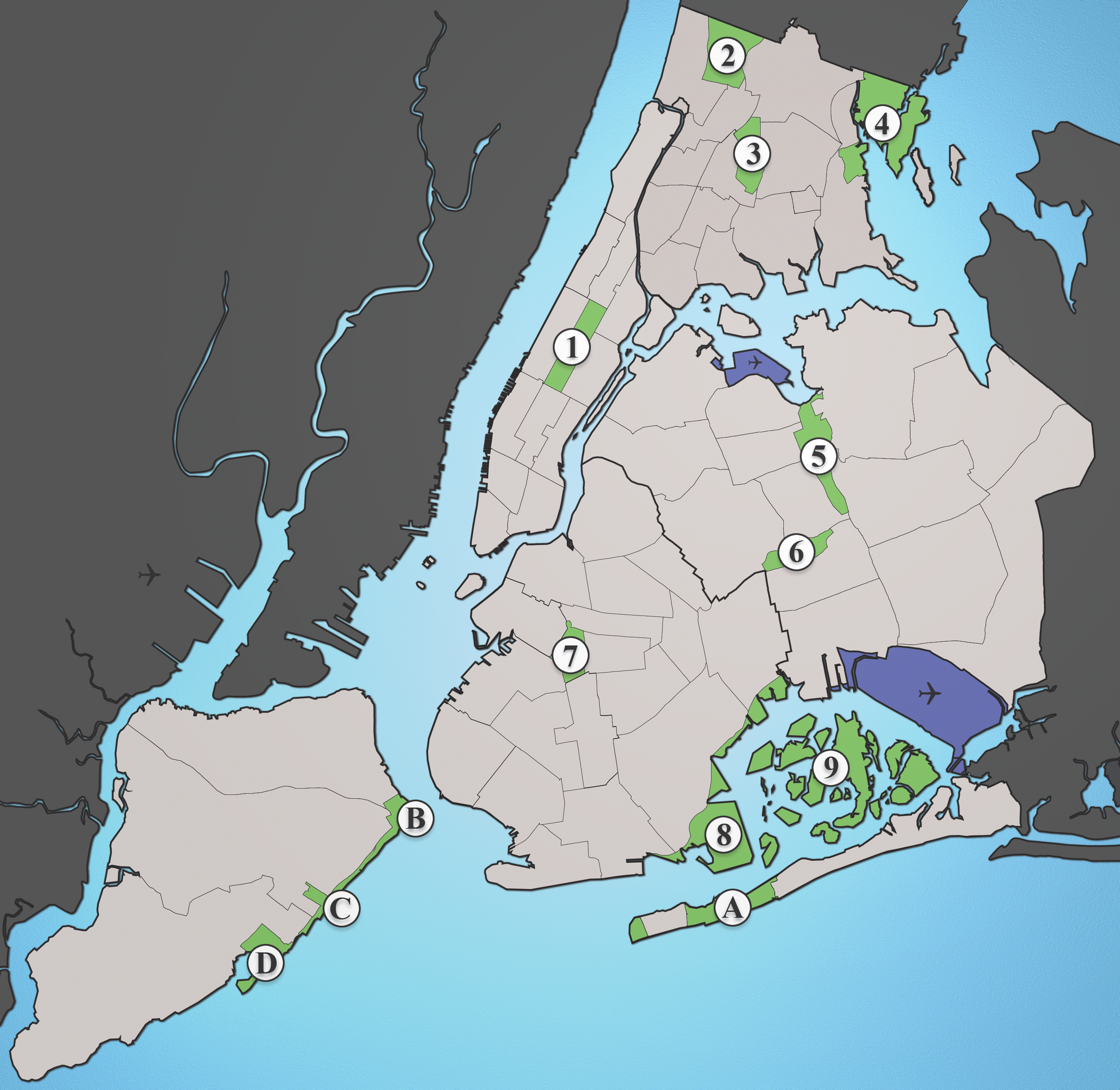
ニューヨーク市の主要な緑地を記載した地図: 1) セントラルパーク、2) ヴァン・コートラント・パーク、3) ブロンクス・パーク、4) ペラム・ベイ・パーク、5) フラッシング・メドウズ・パーク、6) フォレストパーク、7) プロスペクト・パーク、8) フロイド・ベネット・フィールド、9) ジャマイカ湾、A) ジェイコブ・リース・パークとチルデン砦、B) ワーズワース砦、C) ミラー・フィールド、D) グレート・キルズ・パーク

ニューヨーク市の公園は、3つの機関が管理している。これらの機関には、管理する公園にそれぞれ責任を持っている。3つの機関は下記のとおりである。
- 連邦 - アメリカ合衆国国立公園局 (NPS) - オープン・スペースと歴史的遺産の両方
- 州 - ニューヨーク州公園娯楽歴史保存局 (NYSP)
- 市 - ニューヨーク市公園娯楽局 (DPR)

さらにいくつかの公園は、私的に所有され管理される。最も有名な例は、グラマシー・パークである。これらの私有の公園では、入園が制限されることもある。

## 地域内の公園トップ10
1. ペラム・ベイ・パーク、ブロンクス - 2,7722エーカー (11.22 km²)
2. グリーンベルト、スタテンアイランド - 2,316エーカー (9.37 km²)
3. フレッシュキルズ・パーク、スタテンアイランド - 2,200エーカー (8.9 km²)
4. ヴァン・コートラント・パーク、ブロンクス - 1,146エーカー (4.64 km²)
5. フラッシング・メドウズ・コロナ・パーク、クイーンズ - 897エーカー (3.63 km²)
6. セントラル・パーク、マンハッタン - 843エーカー (3.41 km²)
7. マリンパーク、ブルックリン - 798エーカー (3.23 km²)
8. ブロンクス・パーク、ブロンクス - 718エーカー (2.91 km²)
9. アレー・ポンド・パーク、クイーンズ - 655エーカー (2.65km²)
10. フランクリン・D・ルーズベルト・ボードウォーク、サウス・アンド・ミッドランド・ビーチ、スタテンアイランド - 544エーカー (2.2 km²)

## 行政区別公園一覧
下記の一覧は、完全なものではありません。適切な行政区の節に、公園を加え、ウィキペディアへの支援をお願いします。
ニューヨーク市公園娯楽局は、全ての公園の完全な一覧を掲載している。

### ブロンクス
- ブロンクス・パーク
- クレアモント・パーク
- ロベルト・クレメント州立公園
- クロトナ・パーク
- デヴォー・パーク
- エウェン・パーク
- フェリー・ポイント・パーク
- ヘンリー・ハドソン・パーク

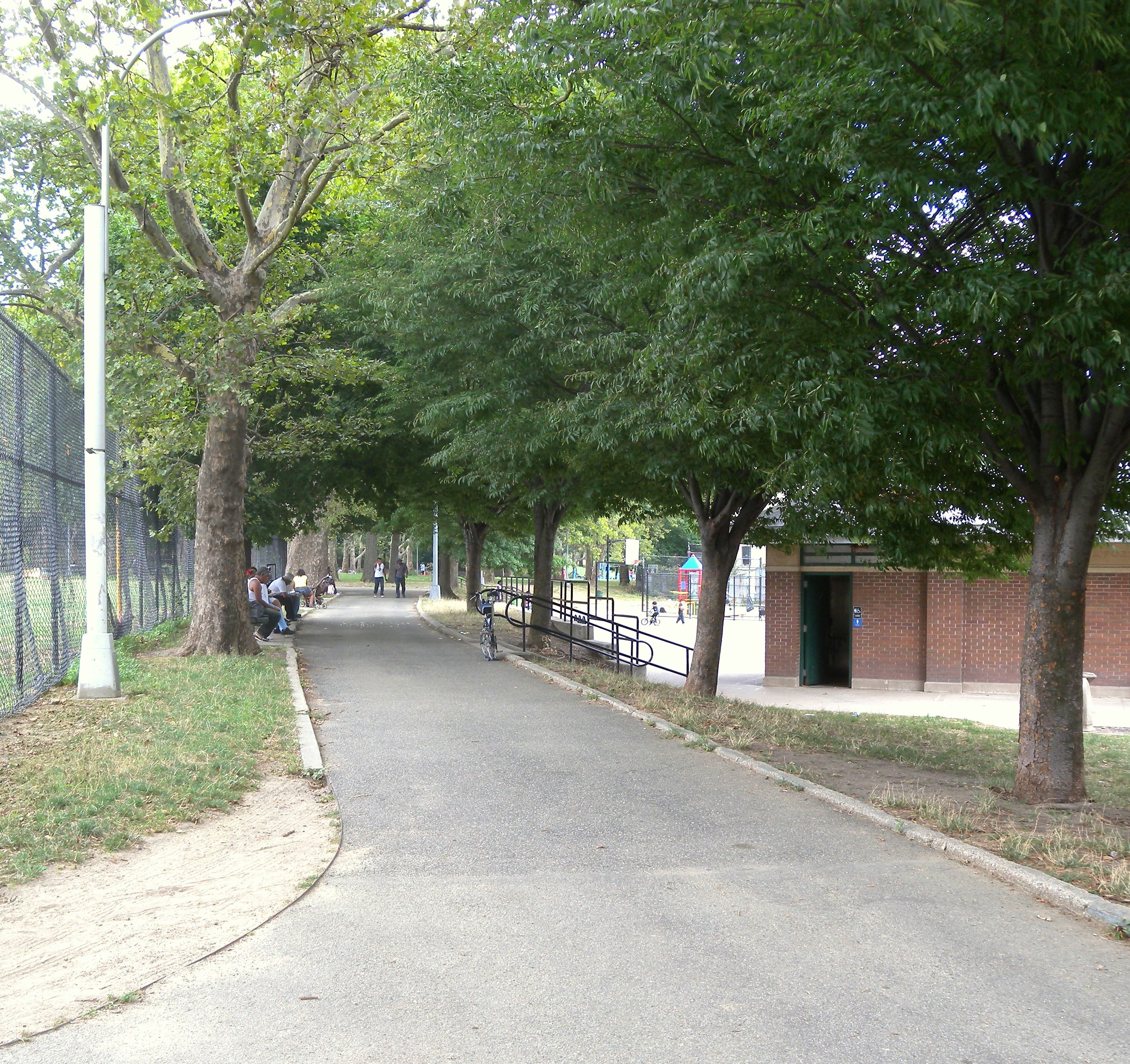
サント・マリーズ・パーク

- ジュリウス・リッチマン・パーク (旧エコー・パーク)
- ペラム・ベイ・パーク (最大の公園)
- プレイグラウンド52
- サウンドビュー・パーク
- サント・マリーズ・パーク [1]
- ユニバーシティ・ウッズ
- ヴァン・コートラント・パーク
- ポエ・パーク
- ジョイス・キルマー・パーク

### ブルックリン
- アマースフォート・パーク
- ベンソンハースト・パーク
- ブリューケレン・ボールフィールズ・パーク
- ブロワー・パーク
- ブッシュウィック・パーク
- バーン・パーク
- キャドマン・プラザ

- カナーシー・ビーチ・パーク
- キャロル・パーク

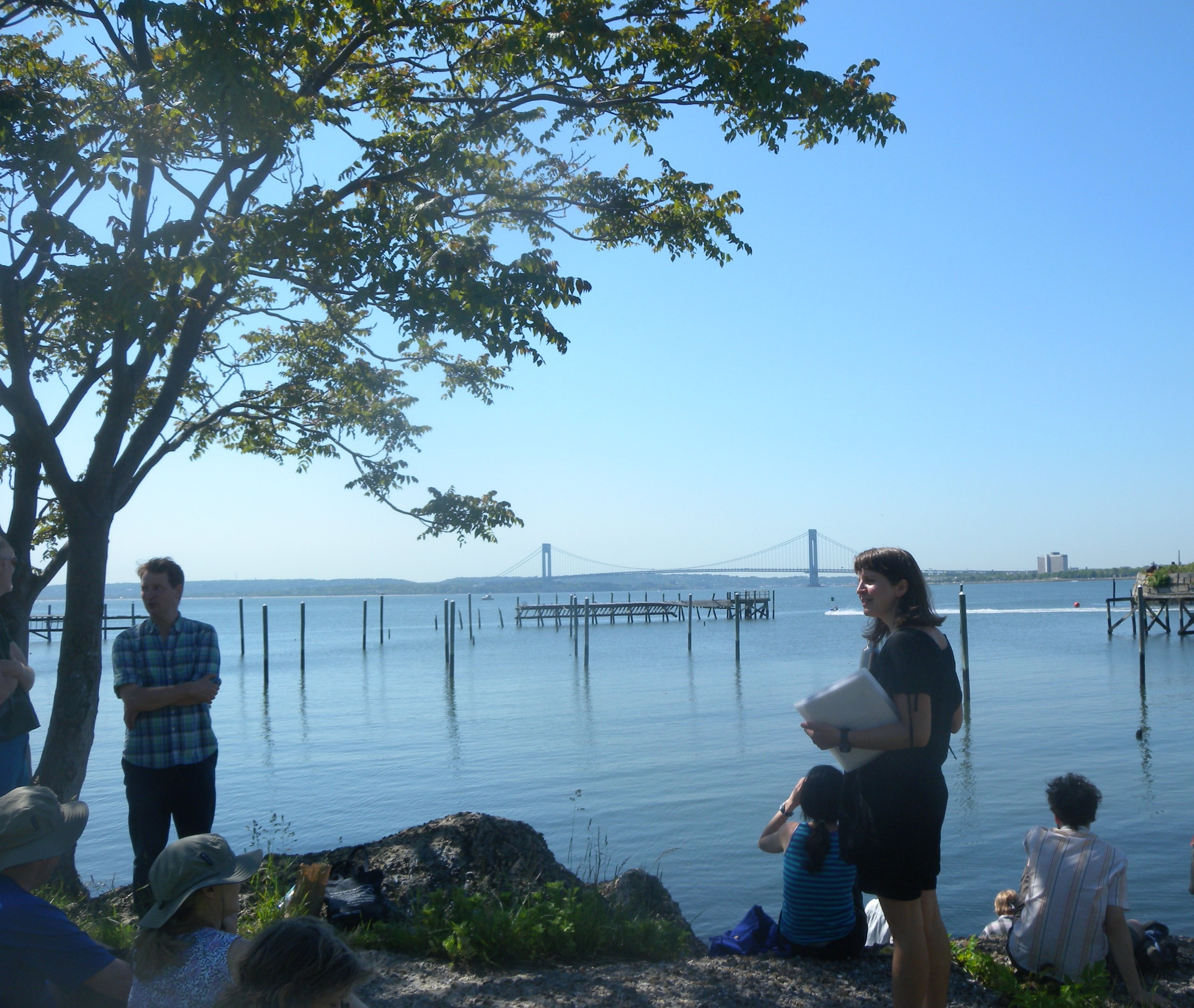
カルヴァート・ヴォークス・パーク

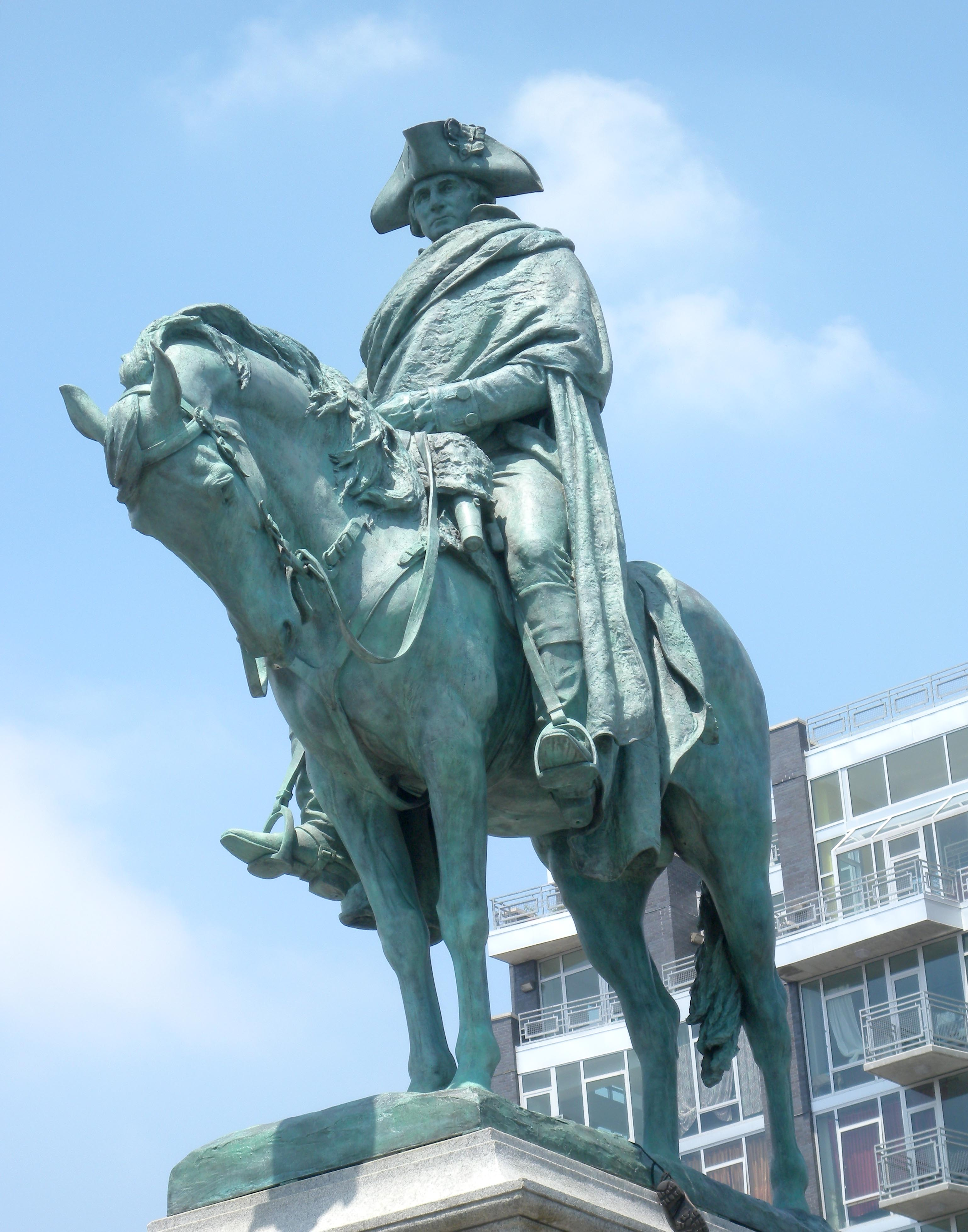
コンチネンタル・アーミー・プラザ

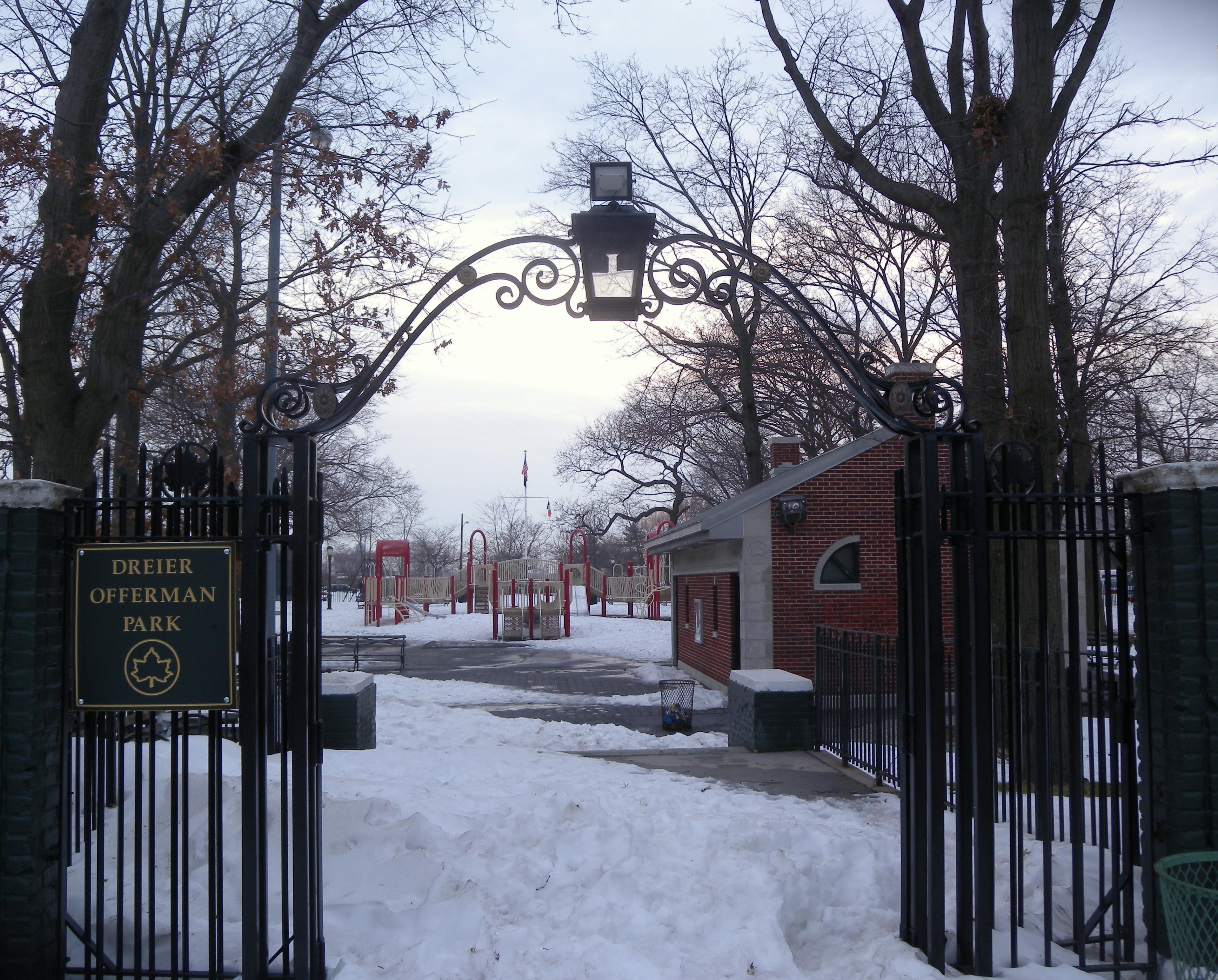
ドライア・オファーマン・パーク

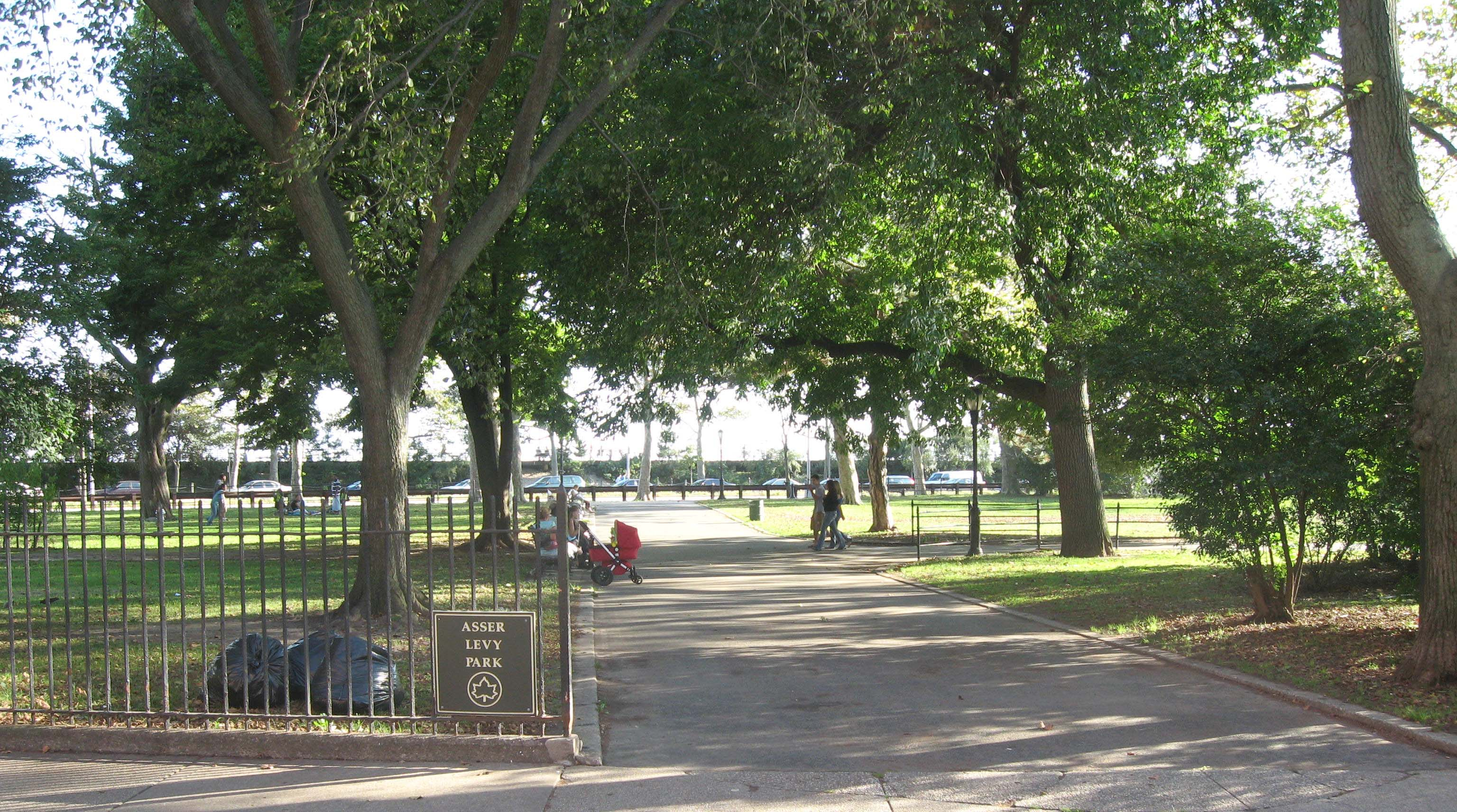
シーサイド/アッセル・レビー・パーク

- カルヴァート・ヴォークス・パーク (旧ドライア・オファーマン・パーク)
- コンチネンタル・アーミー・プラザ
- ダイカー・ビーチ・パーク
- イースト・リバー州立公園、ウィリアムズバーグ
- エンパイア=フルトン・フェリー州立公園
- フォート・グリーン・パーク
- フランク・M・チャールズ・メモリアル・パーク
- グレーブセンド・パーク
- ハーバート・ヴォン・キング・パーク、トンプキンズ、グリーン&ラファイエット・アベニュー
- J・J・バーン・パーク
- ケリー・パーク
- レオン・S・カイザー・プレイグラウンド
- リンカーン・テラス・パーク
- リントン・パーク
- マンハッタン・ビーチ・パーク
- マリン・パーク
- マッカレン・パーク
- マクゴリック・パーク
- マッキンリー・パーク
- マウント・プロスペクト・パーク
- オウルズ・ヘッド・パーク
- プロスペクト・パーク
- レッド・フック・パーク
- レッド・フック・プレイグラウンド
- シーサイド・パーク
- セス・ロウ・パーク
- スプリング・クリーク・パーク
- セント・ジョンズ・パーク
- サンセット・パーク
- トンプキンズ・パーク

### マンハッタン
- アビングドン・スクエア・パーク
- アルバート・カプソート・パーク (旧カバラ・パーク)
- バッテリー・パーク
- ベネット・パーク
- ボウリング・グリーン (市内最古の公園)
- ブリティッシュ・メモリアル・ガーデン
- ブライアント・パーク
- カール・シュルツ・パーク
- セントラル・パーク
- シティ・ホール・パーク
- コレクト・ポンド・パーク

- コロンバス・パーク
- ダグ・ハマーショルド・プラザ

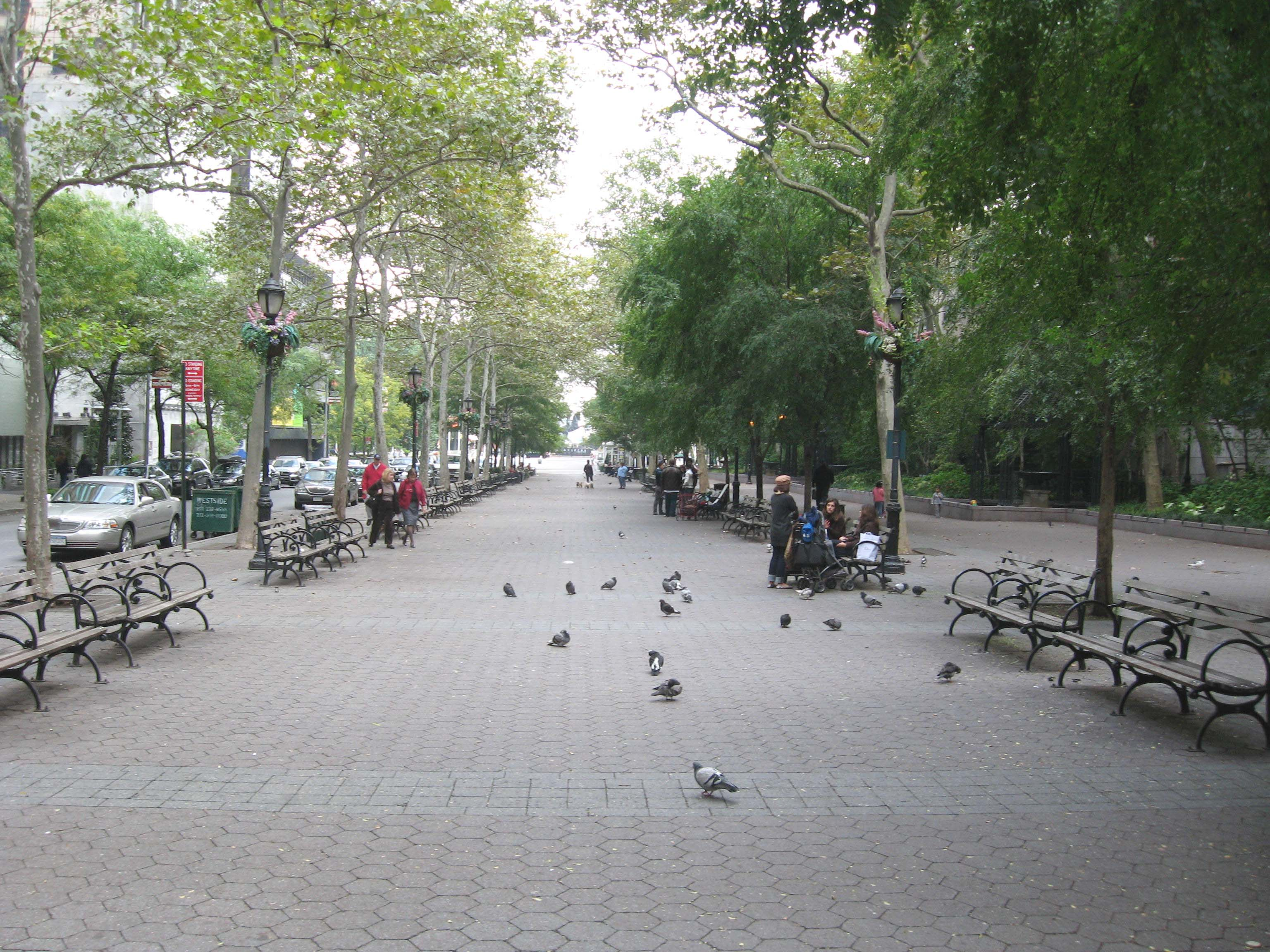
ダグ・ハマーショルド・プラザ

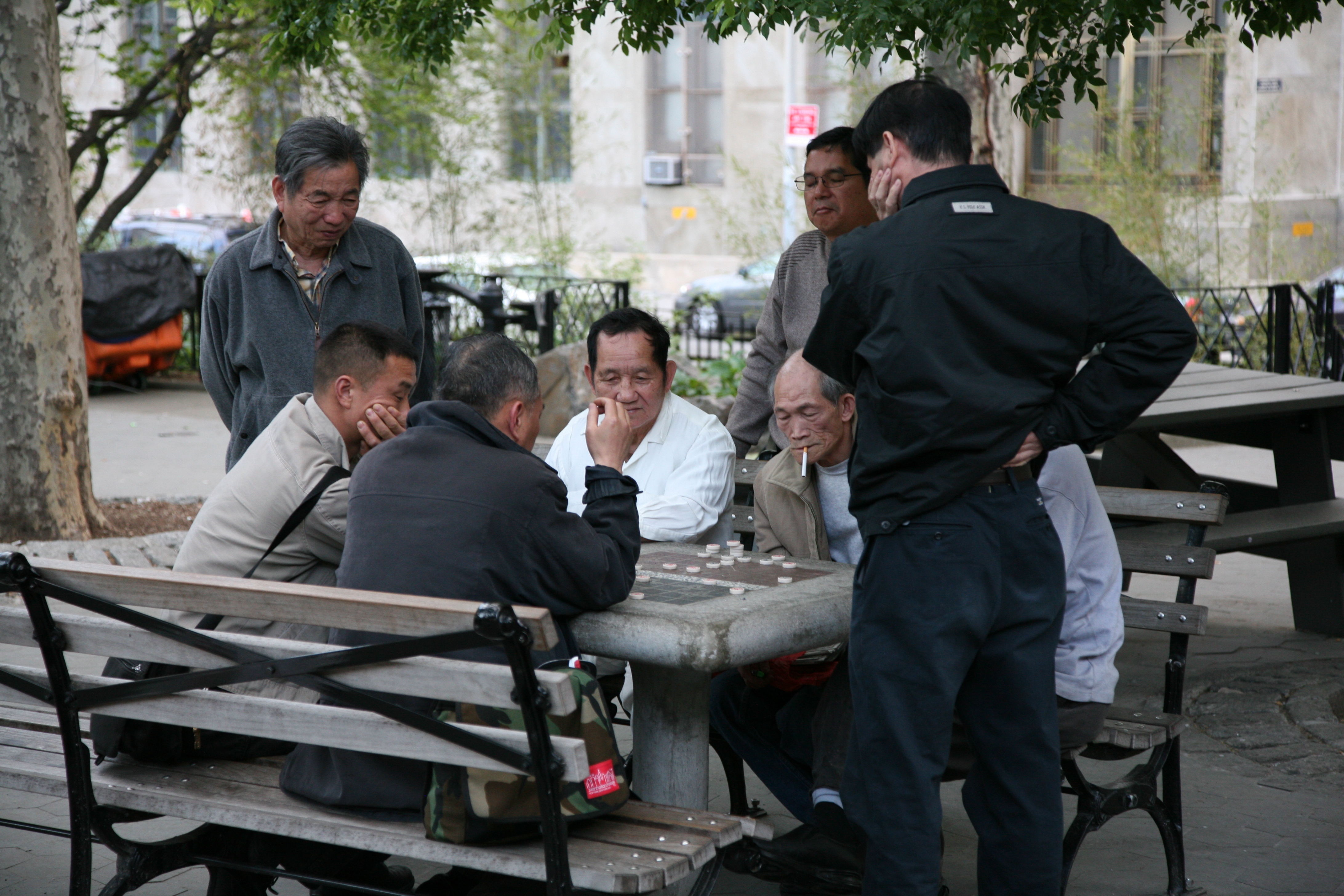
コロンバス・パーク

- ダムロッシュ・パーク (リンカーン・センター)
- ダンテ・パーク
- デウィット・クリントン・パーク
- ドラムグール・パーク
- デュアン・パーク
- ダッフィー・スクエア
- イースト・リバー・パーク
- フィン・スクエア
- フォリー・スクエア
- フォート・トライオン・パーク
- フォート・ワシントン・パーク
- グラマシー・パーク
- ハミルトン・フィッシュ・パーク
- ハイライン
- ハイブリッジ・パーク
- ホレイス・グレーリー・スクエア
- ハドソン・リバー・パーク
- インウッド・ヒル・パーク
- ジャクソン・スクエア・パーク
- ジャイ・フッド・ライト・パーク
- ジョン・ジャイ・パーク
- フアン・パブロ・ドゥアルテ・スクエア
- マディソン・スクエア・パーク
- マーカス・ガービー・メモリアル・パーク
- モーニングサイド・パーク
- マーフィーズ・ブラザーズ・プレイグラウンド
- ペーリー・パーク
- ピーター・クーパー・パーク
- ラルフ・バンチ・パーク
- ランドールズ島-ワーズ島
- リチャード・タッカー・スクエア
- リバーバンク州立公園
- リバーサイド・パーク
- ロバート・モーゼス・プレイグラウンド (ニューヨーク市外の2つのロバート・モーゼス州立公園とは違う)
- ルーズベルト・トライアングル
- サクラ・パーク
- サミュエル・N・ベナーソン・セカンド・プレイグラウンド
- サラ・デラノ・ルーズベルト・パーク
- セチュアゲシモ・ウノ
- シェリダン・スクエア
- シャーマン・スクエア
- セント・ニコラス・パーク
- シュトラウス・パーク
- ストイフェサント・スクエア
- スウィンドラー・コーブ・パーク
- セオドア・ルーズベルト・パーク
- トマス・パイン・パーク
- トンプキンス・スクエア・パーク

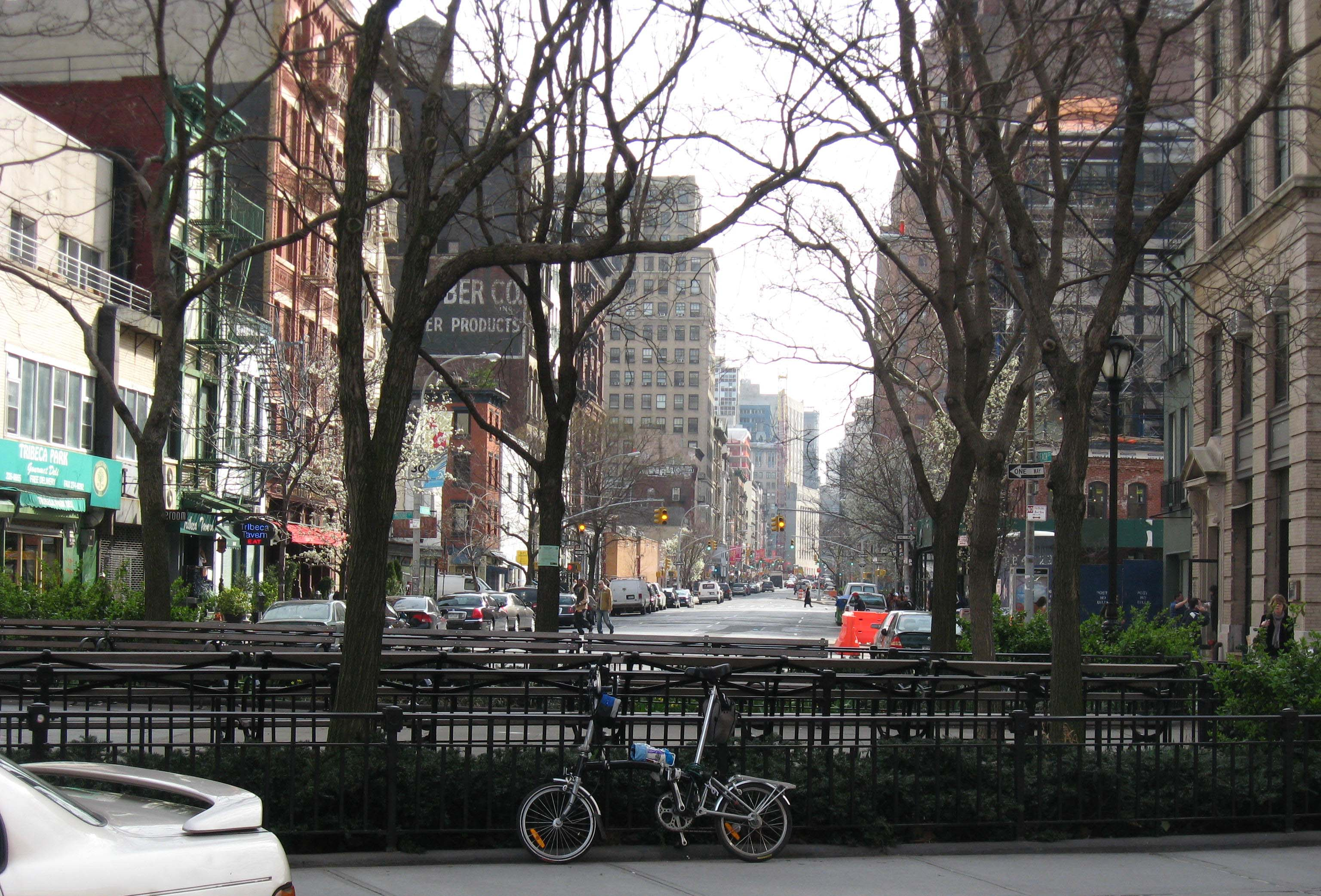
トライベッカ・パーク

- トライベッカ・パーク (ビーチ・ストリート・パークとしても知られる)
- ユニオン・スクエア
- ヴェルディ・スクエア
- ヴェスヴィオ・プレイグラウンド
- ワシントン・マーケット・パーク
- ワシントン・スクエア・パーク
- ウィンストン・チャーチル・パーク
- ワールドワイド・プラザ
- ズコッティ・パーク (旧リバティ・プラザ・パーク)

### クイーンズ
- アレー・ポンド・パーク
- アストリア・パーク
- バイスレー・ポンド・パーク
- ブルックヴィル・パーク
- キャプテン・ティリー・パーク
- クリアビュー・パーク
- カニンガム・パーク
- ドゥーボーイ・パーク
- フラッシング・メドウズ・コロナ・パーク
- フォレストパーク
- フランク・ゴールデン・メモリアル・パーク

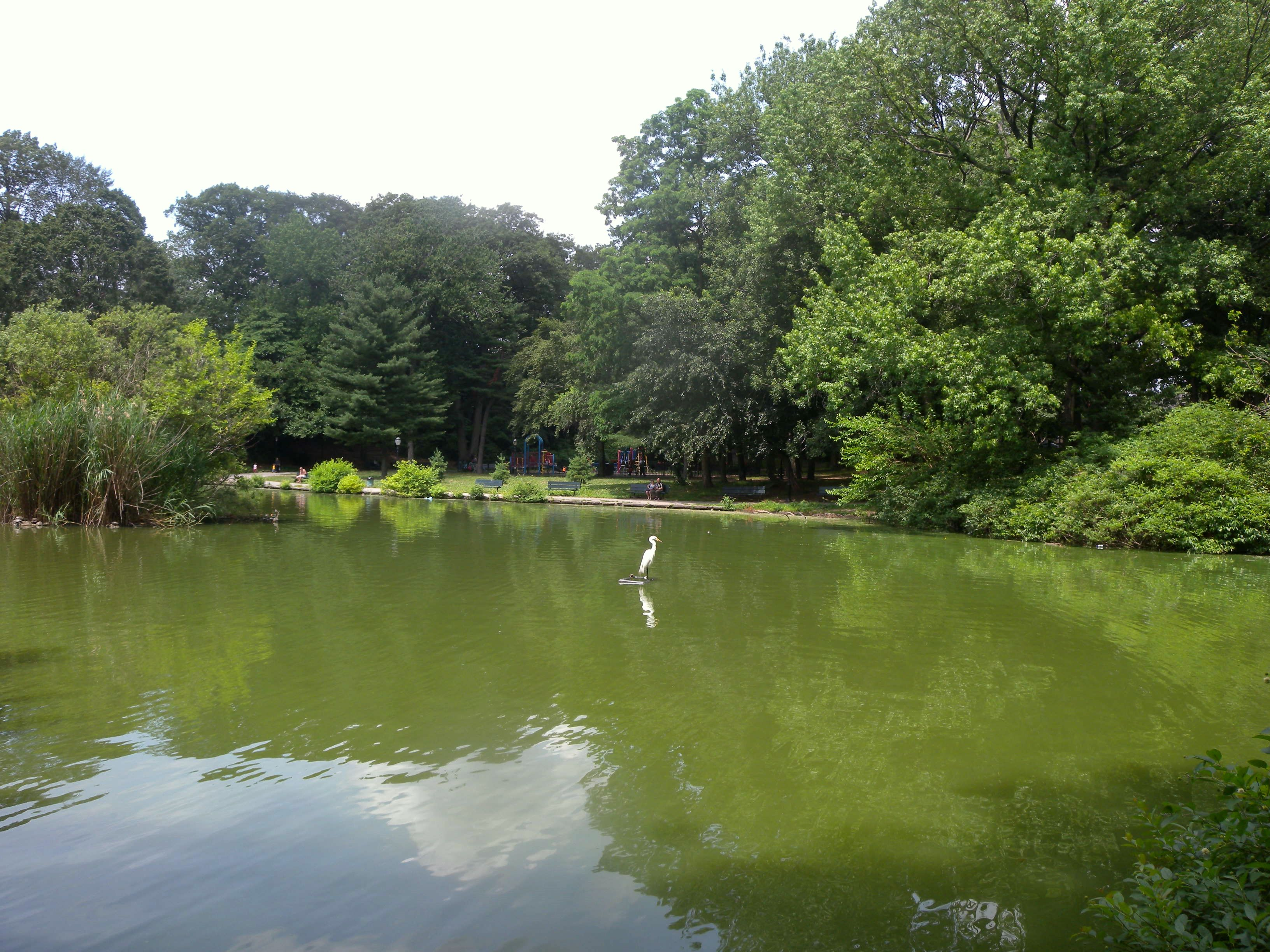
キャプテン・ティリー・パーク

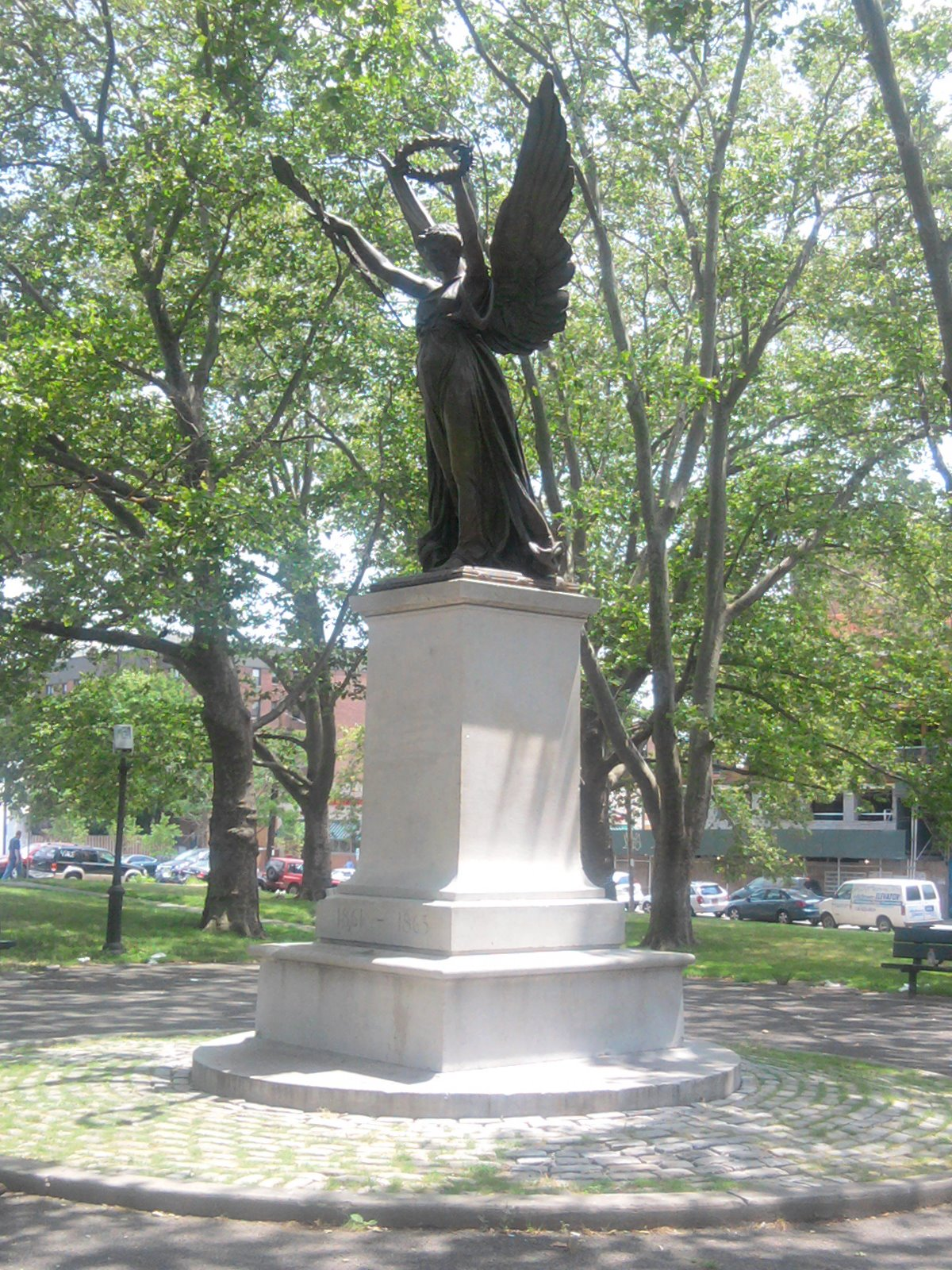
メジャー・マーク・パーク

- ジェイコブ・リース・パーク (NPS - ゲートウェイ国立娯楽地域)
- ジュニパー・バレー・パーク
- キセナ・パーク
- リバティ・パーク
- リトル・ベイ・パーク
- メジャー・マーク・パーク
- モーリス・パーク
- オークランド湖
- ロイ・ウィルケンス・パーク
- レイニー・パーク
- ロッカウェイ・ビーチ・アンド・ボードウォーク
- ルーファス・キング・パーク
- スプリングフィールド・パーク

### スタテンアイランド
- イソップ・パーク
- アムンゼン・サークル
- オースティン・ハウス・パーク
- ブルーミングデール・パーク
- ブルー・ヘロン・パーク
- ブレディズ・パーク

- ブオノ・ビーチ
- クローブ・レイクズ・パーク
- コンファレンス・ハウス・パーク
- コーポラル・トンプソン・パーク
- クレセント・ビーチ・パーク
- ファザー・マクリス・パーク

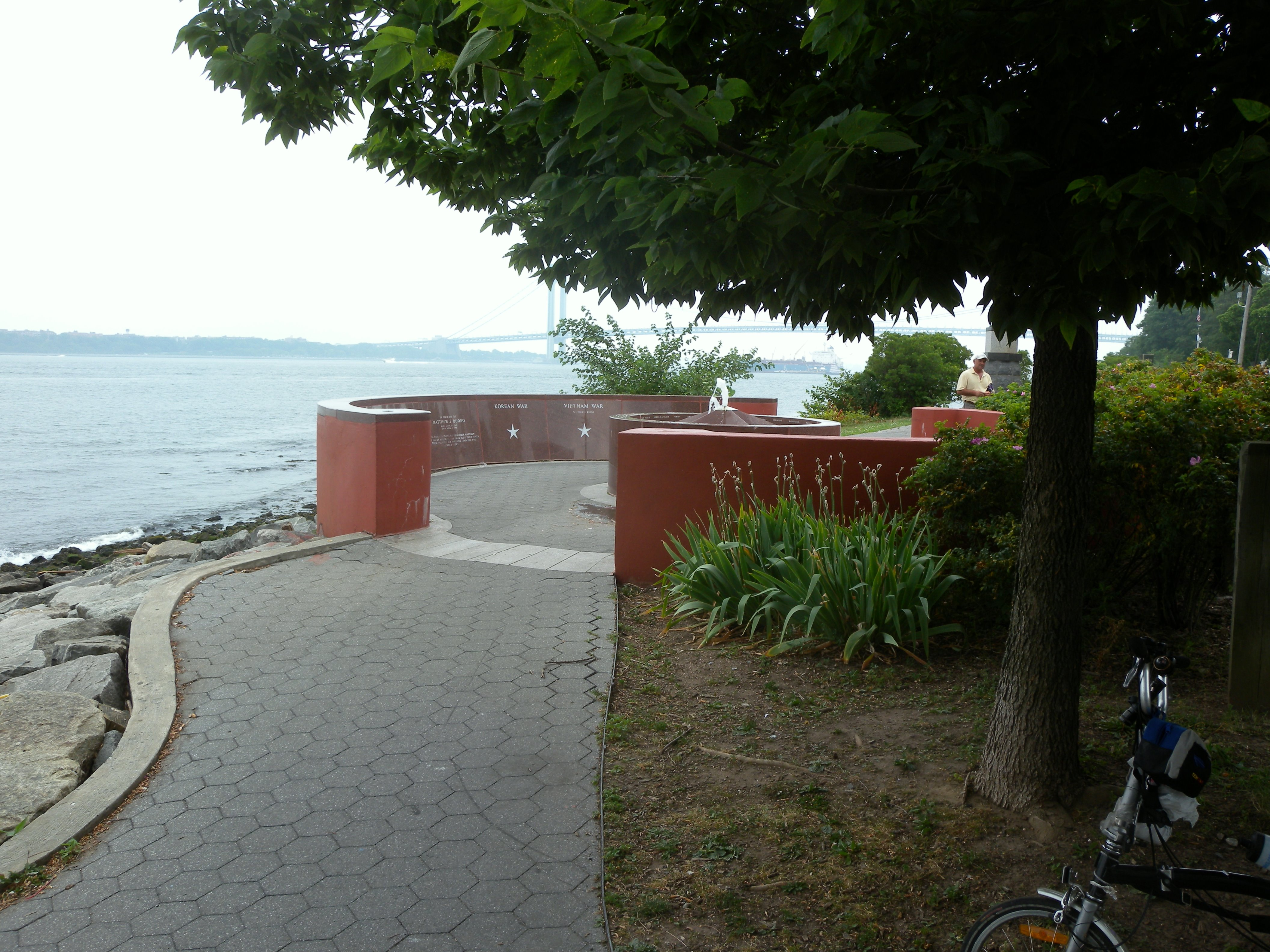
ブオノ・ビーチ・パーク

- フランクリン・D・ルーズベルト・ボードウォーク
- フレッシュキルズ・パーク
- ダグラス・マッカーサー将軍パーク
- グレート・キルズ・パーク (NPS - ゲートウェイ国立娯楽地域)
- ハイ・ロック・パーク
- 朝鮮戦争退役パークウェイ
- ラトゥレット・パーク&ゴルフ・コース
- レモン・クリーク・パーク
- ロング・ポンド・パーク
- ミッドランド・ビーチ
- ミラー・フィールド
- オーシャン・ブリーズ・パーク
- サクミュル・パーク
- シーサイド野生生物自然公園
- シルバー・レイク・パーク
- グリーンベルト
- スタテンアイランド産業公園
- サウス・ビーチ
- タッペン・パーク
- フォン・ブリーゼン・パーク
- ウォーカー・パーク
- ウェスターレイ・パーク
- ウィローブロック・パーク
- ウォルフェス・ポンド・パーク